# Gliding Bird
Gliding Bird — дебютный студийный фолк-альбом американской певицы Эммилу Харрис, выпущенный в 1969 году независимым лейблом Jubilee Records. Проект вышел ещё до знакомства артистки с пионером кантри-рока Грэмом Парсонсом и её последующего перехода от фолка к музыке кантри и во многом был вдохновлён творчеством Джони Митчелл. Получив на момент релиза благосклонные отзывы критики, коммерчески работа провалилась, успев разойтись в количестве около 1300 копий прежде чем издававшая пластинку рекорд-компания объявила о банкротстве.
Сама певица осталась крайне разочарована лонгплеем и ходом его производства, в частности, собственной исполнительской, творческой и деловой незрелостью в тот период, а также непутёвостью Jubilee Records. В дальнейшем артистка от проекта фактически отреклась: она не учитывала релиз в своей дискографии и через суд пресекла его перевыпуск, смягчив отношение к пластинке лишь в 2000-е годы. Хотя фолковый Gliding Bird номинально является первым альбомом Харрис, начало сольной карьеры певицы обычно принято отсчитывать с её кантри-дебюта Pieces of the Sky (1975).

## Предыстория и контекст
В 1967 году Харрис бросила обучение актёрскому мастерству в Университете Северной Каролины в Гиринсборо, а также Бостонском Университете и переехала в Нью-Йорк, чтобы стать профессиональной фолк-певицей. Там она начала выступать в клубах района Гринвич-Виллидж, однако запускать карьеру в выбранном ей жанре оказалось уже поздно: к тому времени популярность подобной музыки сошла на нет, а на острие моды находился психоделический рок. На следующий год исполнительница всё же сделала демо для фирмы звукозаписи A&M Records, но контракт не получила. Вместо этого, как вспоминала Харрис, в офисе компании ей дали стопку пластинок Клодин Лонже, сказав возвращаться, когда научится петь также.
Позднее артистка обзавелась менеджером, который организовал ей договор с независимым лейблом Jubilee Records. «Я подумала, что вот оно. Нужно только записать альбом, а дальше — что может пойти не так?», — объясняла свои тогдашние представления о музыкальном бизнесе певица. Между тем упомянутая компания в конце 1960-х годов пребывала в упадке. Ещё в 1950-е она процветала благодаря афроамериканским звёздам первой величины, таким как The Orioles и Делла Риз, но теперь набирала неопытных исполнителей вроде Харрис. Вдобавок, оформляя с фирмой отношения, артистка не прочитала контракт и не показала его юристу. Документ же содержал ряд невыгодных для певицы условий, проявившихся на этапах записи и релиза альбома.

## Об альбоме

### Запись, материал и стиль
Уже подписав с Jubilee Records договор, исполнительница выяснила, что в ведении лейбла будет находиться не только издание, но и продюсирование её предстоящей пластинки. Продюсером проекта компания по совпадению назначила Рэя Эллиса, известного среди прочего аранжировками струнных для лонгплея Lady in Satin (1958) Билли Холидей — певицы, чьими композициями Харрис заслушивалась ещё в школьные годы, пока не увлеклась представителями фолк-ривайвла. Организованная фирмой запись альбома начинающей артистки в итоге состоялась всего за три сессии, по три часа каждая. При этом, согласно исполнительнице, работа протекала в негативной атмосфере: все прочие участники процесса ненавидели друг друга, а ей приходилось играть роль миротворца. Услышав, что получилось в результате, Харрис захотела расторгнуть контракт с Jubilee, но, по условиям соглашения, сделать этого не могла, и лонгплей пошёл в продажу.
Появившийся таким образом дебютный альбом певицы, названный Gliding Bird, наполовину состоял из номеров, написанных ей самой, а в остальном содержал интерпретации работ других авторов, в частности, «I’ll Be Your Baby Tonight» Боба Дилана, «I Saw the Light» Хэнка Уильямса и «Everybody’s Talkin'» Фреда Нила. Кроме того, по воле Эллиса и вопреки желанию Харрис в проект вошла песня Хэла Дэвида и Берта Бакарака «I’ll Never Fall in Love Again». Заглавную же композицию для пластинки сочинил муж исполнительницы — автор песен Том Слокум.
Представленная на лонгплее подборка материала концептуально уже походила на эклектичные трек-листы будущих альбомов Харрис, но пока имела совсем иное музыкальное воплощение. Создаваясь ещё до встречи певицы с пионером кантри-рока Грэмом Парсонсом, Gliding Bird являлся незамысловатой фолковой записью, отражавшей главным образом творческое влияние Джони Митчелл. Собственную манеру пения Харрис на данном этапе также ещё не нашла, равно как не обрела той фразировки и того контроля над голосом, которыми славилась в дальнейшем.

### Релиз и оформление
Лонгплей Gliding Bird вышел в 1969 году на лейбле Jubilee Records. На лицевой стороне конверта пластинки находилась фотография Харрис, позировавшей в шляпе с перьями, а на оборотной — снимок, запечатлевший певицу в длинном вельветовом плаще с капюшоном. Оба предмета одежды из своего театрального гардероба артистке предоставил её знакомый актёр Ричард Кайли, в чьём доме близ Миддлтауна Харрис и её муж Том Слокум в то время остановились. Подлинный альбом имел цветную обложку, но у появившихся затем подделок она стала чёрно-белой.
Оказавшись на прилавках, лонгплей коммерчески провалился, разойдясь в количестве около 1300 копий. Многие из них при этом распродали сами Харрис и Слокум в окрестностях Миддлтауна. На фоне таких неудовлетворительных результатов рекорд-компания всё по тому же неудачному для исполнительницы контракту выставила ей счёт на $8 000 за производственные издержки. Вскоре фирма звукозаписи и вовсе обанкротилась, окончательно лишив Gliding Bird шансов на успех. Тем не менее в ноябре 1969 и мае 1970 года пластинка отметилась в перечне Basic Album Inventory журнала Cash Box как один из самых продаваемых поп-альбомов от Jubillee из числа тех, которые не смогли пробиться в хит-парад Top 100 Albums данного издания.
В поддержку полноформатного релиза были запущены два сингла: «I’ll Be Your Baby Tonight» / «I’ll Never Fall in Love Again» (1969) и «Paddy» / «Fugue for the Ox» (1970). Песню «Paddy» Харрис записала в рамках соглашения между Jubilee Records и кинокомпанией Allied Artists Pictures специально для саундтрека к одноимённому фильму (в качестве главной темы), и в Gliding Bird данная композиция не вошла. Как и сам альбом, ни один из этих синглов в основные музыкальные чарты США (на тот момент составлялись журналами Cash Box, Billboard и Record World) не попал.

### Переиздание и суд с Emus Records
Ввиду изначально малых и недолгих продаж, пластинка на протяжении нескольких лет после выхода являлась коллекционной редкостью. Однако в 1979 году её переиздал бюджетный лейбл Emus Records, принадлежавший музыкальному бизнесмену Моррису Леви. Ранее эта фирма приобрела активы обанкротившегося Jubilee Records, в том числе мастер-ленты Gliding Bird. Перевыпущенный лонгплей получил новую обложку, созданную на основе пресс-фото Харрис, и типичное для релизов Emus оформление, уровень которого музыкальный журналист Ричард Карлин описал как «отпечатано в моём подвале». Кроме того, организация уполномочила компанию Roulette Records лицензировать издание альбома за границей и обеспечивать мастер-копиями проекта иностранные лейблы. Так, в апреле 1979 года фирмой Pye Special пластинка была впервые выпущена в Великобритании — под названием The Legendary Gliding Bird.
Между тем Харрис о переиздании своего фолкового дебюта узнала случайно: «Мой роуд-менеджер [Фил Кауфман] пришёл ко мне и сообщил: „Хорошая новость заключается в том, что твой альбом стал золотым. Плохая — в том, что этот альбом бутлег“», — вспоминала исполнительница. Такой поворот событий артистку не устроил, и в ноябре 1979 года она потребовала от Леви прекратить производство и распространение Gliding Bird, но в конечном счёте была вынуждена обратиться с иском о защите авторских прав в окружной суд. Последний в 1981 году вынес решение в пользу певицы; в 1984-м её поддержал и апелляционный суд. Обе инстанции пришли к выводу, что имевшиеся у Jubilee Records механические лицензии на песни, сочинённые Харрис и Слокумом, по закону не могли перейти к Emus Records вместе с мастер-лентами Gliding Bird — при переиздании альбома новому владельцу плёнок следовало оформить данные разрешения повторно. Так как лейбл Леви этого не сделал, а продавая пластинку не отчислял артистке и её тогда уже бывшему мужу роялти, суды сочли действия фирмы неправомерными.
По итогам тяжбы Харрис получила максимально возможную компенсацию за непредумышленное нарушение авторских прав — $10 000 за каждый случай (пять своих композиций и одну работу Слокума, который в преддверии процесса переоформил копирайт на экс-супругу — суммарно $60 000). Одновременно Emus Records было запрещено впредь любым способом тиражировать содержащие эти шесть произведений мастер-ленты Gliding Bird. Вместе с тем требование исполнительницы изъять у лейбла указанные плёнки и передать ей суд отклонил, подчеркнув, что аудионосители фирма приобрела законно и потому имеет право, например, проигрывать их на собственной стереосистеме. Как позднее объяснила певица, она хотела пресечь переиздание Gliding Bird, поскольку альбом не даёт адекватного представления о ней как об артистке, что казалось ей несправедливым. «Иск был подан не ради денег, а из принципа», — заключила Харрис.

## Оценки

### На момент релиза
| Оценки критиков                | Оценки критиков |
| Источник                       | Оценка          |
| ------------------------------ | --------------- |
| AllMusic                       | [ 10 ]          |
| Encyclopedia of Popular Music  | [ 27 ]          |
| MusicHound Country             | [ 28 ]          |
| The Essential Rock Discography | [ 22 ]          |
| Billboard                      | ★★★★            |
| Cash Box                       | без рейтинга    |

Рассматривая первый сингл в поддержку проекта, редакторы еженедельника Record World выделили песню «I’ll Never Fall in Love Again», отметив, что данный стандарт из мюзикла Promises, Promises (1968) получил от Харрис спокойное и самобытное переосмысление. Второй сингл они назвали приятной работой, достойной прослушивания, а саму артистку в этом свете — «певицей с волшебным для фолка голосом». Оба релиза издание поместило в категорию «Четыре звезды» (в неё включались коммерчески менее перспективные записи, чем попадавшие в раздел «Выбор недели»).
Журнал Billboard отнёс сам лонгплей Gliding Bird в рубрику «Четыре звезды» (в ней освещались альбомы с низшим потенциалом в продаже и чартах, тогда как для дисков со средним имелся раздел «Особо заметные», а с высшим — «В центре внимания»). Согласно редакторам издания Cash Box, на дебютной пластинке Харрис предстала очень хорошей певицей и талантливой сочинительницей песен. Стиль артистки рецензенты описали как сплав поп-музыки, фолка и кантри, подчеркнув, что сочетает она перечисленные влияния крайне умело, а кроме собственных работ предлагает слушателю также разнообразный материал других авторов. «Этот альбом заслуживает пристального внимания», — резюмировали журналисты.

### Ретроспективные
Составитель альманаха Encyclopedia of Popular Music Колин Ларкин описал представленные на Gliding Bird собственные песни Харрис как «несколько банальные», заключив, что в целом лонгплей крайне непохож на её последующие пластинки, которые обычно получались «потрясающими». В свою очередь обозреватель портала AllMusic Джейсон Энкени счёл неуместными некоторые кавер-версии на альбоме, например, «I Saw the Light» Хэнка Уильямса и «I’ll Never Fall in Love Again» Берта Бакарака и Хэла Дэвида. Редактор путеводителя MusicHound Country: The Essential Album Guide Элизабет Линч поместила релиз на правах коллекционного раритета в категорию «Стоит искать», заметив однако, что сама Харрис, вероятно, предпочла бы, чтобы читатель этой рекомендации не следовал. Автор же справочника The Essential Rock Discography Мартин Стронг свою оценку проекта (см. врезку) не пояснил.
Обозревая карьеру Харрис для издания High Fidelity, музыкальный журналист Стивен Ри констатировал, что с годами Gliding Bird прослыл в некотором роде диковинкой, однако на деле этот альбом является простой фолковой/авторской работой и совсем не стоит суматохи, устроенной вокруг него самой певицей, нещадно критиковавшей лонгплей и пытавшейся запретить его перевыпуск. Вместе с тем журнал Uncut, напротив, включил пластинку как артефакт в свой перечень 50 More Great Lost Albums by Uncut Readers (2010), составленный на основе писем читателей, многие из которых сочли ранее опубликованный в издании список из пяти десятков лучших «потерянных» альбомов не полным. Со своей стороны музыкальный критик Чет Флиппо подчеркнул, что хотя Gliding Bird формально является первым альбомом Харрис, начало сольной карьеры певицы всё же принято отсчитывать с её кантри-дебюта Pieces of the Sky (1975).

### Отношение Харрис
Изначально артистка сохранила плохие воспоминания об альбоме, оставшись крайне недовольной своим тогдашним уровнем исполнения, отсутствием собственного стиля и ясного творческого видения, пассивностью и неопытностью в деловых вопросах, а также неспособностью (или нежеланием) лейбла Jubilee Records обеспечить ей должную поддержку. Несмотря на это, она с теплотой отзывалась о продюсере пластинки Рэе Эллисе. По ходу дальнейшей карьеры Харрис в основном игнорировала Gliding Bird. В частности, певица не учитывала лонгплей в своей дискографии и отказывалась обсуждать его в интервью. «Я надеюсь, что кто-нибудь влиятельный сможет выкупить мастер-ленту этого альбома и сжечь», — сказала артистка в 1975 году.
Тем не менее в 2007 году на её сборнике Songbird: Rare Tracks & Forgotten Gems появился один трек, записанный в ходе сессий Gliding Bird — неизданный ранее альтернативный дубль песни «Clock» авторства самой Харрис. Данную компиляцию певица составляла лично, как персональную историю творчества, включив в неё не столько лучшие хиты, сколько свои любимые композиции. На фоне выхода этой коллекции артистка пояснила, что в какой-то момент всё-таки пересилила себя и, вновь послушав Gliding Bird, сочла лонгплей неплохим и больше его не стесняется. «Полагаю, мне всё же не стоило от него отрекаться. С годами мои чувства на его счёт стали куда теплее», — резюмировала Харрис своё отношение к проекту уже в 2021 году.

## Трек-лист
| №   | Название                        | Автор(ы)                | Длительность |
| --- | ------------------------------- | ----------------------- | ------------ |
| 1.  | «I’ll Be Your Baby Tonight»     | Боб Дилан               | 2:45         |
| 2.  | «Fugue for the Ox»              | Эммилу Харрис           | 2:23         |
| 3.  | «I Saw the Light»               | Хэнк Уильямс            | 2:40         |
| 4.  | «Clock»                         | Эммилу Харрис           | 3:00         |
| 5.  | «Black Gypsy»                   | Эммилу Харрис           | 5:50         |
| 6.  | «Gliding Bird»                  | Том Слокум              | 2:50         |
| 7.  | «Everybody’s Talkin’»           | Фред Нил                | 2:03         |
| 8.  | «Bobbie’s Gone»                 | Эммилу Харрис           | 4:05         |
| 9.  | «I’ll Never Fall in Love Again» | Берт Бакарак, Хэл Дэвид | 2:22         |
| 10. | «Waltz of the Magic Man»        | Эммилу Харрис           | 4:15         |